# 787年
| 千纪： | 1千纪                                                                                           |
| 世纪： | 7世纪 \| 8世纪 \| 9世纪                                                                         |
| 年代： | 750年代 \| 760年代 \| 770年代 \| 780年代 \| 790年代 \| 800年代 \| 810年代                       |
| 年份： | 782年 \| 783年 \| 784年 \| 785年 \| 786年 \| 787年 \| 788年 \| 789年 \| 790年 \| 791年 \| 792年 |
| 纪年： | 丁卯年（兔年）；唐貞元三年；南诏上元四年；日本延曆六年；渤海国大興五十年                        |

## 大事记
- 吐蕃宰相尚結贊詐盟，伏軍劫盟壇唐朝使臣及隨從官員，史稱平涼劫盟。
- 唐德宗採納李泌的提議，與回紇簽訂貞元之盟以夾攻吐蕃。
- 第二次尼西亞公會議
- 查理曼入侵巴伐利亚。

## 逝世
- 郭曖，唐朝名將郭子儀第六子，唐代宗時期駙馬，娶昇平公主。